# Gaston 80
Gaston 80 was een programma van VTM uit 2006 waarin werd teruggeblikt op de carrière van Gaston Berghmans, ter gelegenheid van zijn 80e verjaardag.

## Aflevering 1
- Uitzending: 6 december 2006

Dina Tersago heeft afgesproken met Gaston in de landelijke taverne van zijn dochter Chantal. Tijdens een uitstap vol romantiek en nostalgie confronteert Dina hem met de begrippen "boer" en "liefde". Gaston speelde vroeger maar al te vaak de rol van boer in de sketches en quickies van de Gaston & Leo shows. Gaston denkt nog alle dagen aan zijn onafscheidelijke compagnon Leo, die in 1993 overleed. Ook vrouwen speelden een belangrijke rol in de shows. Gaston vertelt over zijn eerste liefje en over Jenny, de grote liefde van zijn leven. Ten slotte heeft Dina nog een schitterende verrassing voor hem.

## Aflevering 2
- Uitzending: 13 december 2006

Staf Coppens nodigt de avontuurlijke Gaston Berghmans uit voor een helikoptervlucht, met als bestemming de legerkazerne van Diest, een filmlocatie van tal van de Gaston & Leo sketches. Gaston vertelt aan Staf hoe hij indertijd aan de legerdienst is kunnen ontsnappen, en hoe hij tijdens de oorlog in een vrouwenatelier werkte. Staf heeft het met Gaston nogmaals uitgebreid over de vrouwen, en houdt vervolgens halt bij een bar met de met de vraag of Gaston hem mee naar binnen durft te nemen.

## Aflevering 3
- Uitzending: 20 december 2006

Francesca Vanthielen ontvangt Gaston Berghmans in het VTM-gebouw in Vilvoorde. In 1989 zetten Gaston en Leo de stap naar VTM. Met de Gaston & Leo Show toonden ze bijna twee miljoen mensen de weg naar de nieuwe zender. Maar vooraleer het zover was hadden Gaston en Leo al een lange weg afgelegd. Gaston trad voor het eerst professioneel op in de Billard Pallace in Antwerpen. Hij vertelt Francesca hoe het destijds verliep en welke typetjes hij allemaal speelde. De dag wordt afgesloten met een bezoekje aan de Bourlaschouwburg te Antwerpen.

## Aflevering 4
- Uitzending: 27 december 2006

Mathias Coppens was als kind al zot van de films van Gaston en Leo. Hij kon hele scènes uit Paniekzaaiers, een van hun films, tot in het kleinste detail naspelen. Mathias is regisseur en krijgt de eer om met Gaston over zijn stiel te kunnen praten. Zowel Gaston als Mathias worden verrast wanneer opeens regisseur Robbe De Hert bij hen komt zitten. De twee hebben ook nog een afspraak in de Haven van Antwerpen, waar Gaston jarenlang scheepshersteller was.

## Aflevering 5
- Uitzending: 3 januari 2007

Ingeborg biedt Gaston Berghmans een dagje zee aan. De Belgische kust is voor hem immers een tweede thuis geworden, het was een bron van inspiratie voor verschillende sketches. Lang daarvoor trad Gaston er ontelbare keren op, onder andere in Zaal Eden, Het Witte Paard, de casino's en het Kusttheater. Meer dan de helft van de Vlamingen moet hem daar aan het werk gezien hebben. En wonderwel kwamen er ook een heleboel Engelse toeristen dagelijks naar de shows kijken. Gaston vertelt hoe op een avond zijn vader stervende was, en hij terwijl samen met Leo moest optreden. Dankzij Leo werd de opvoering toch een succes. Ten slotte heeft Ingeborg voor Gaston in een gezellig cafeetje een afspraak geregeld met enkele acteurs waarmee hij vaak samenwerkte.

## De show
- Uitzending: 5 januari 2007 (integraal heruitgezonden op 29 mei 2016, naar aanleiding van het overlijden van Berghmans een week voordien)

Als hoogtepunt van de terugblik op Gastons carrière en de verjaardagsfestiviteiten is er Gaston 80: De Show, een galashow waarin presentator Koen Wauters hulde brengt aan Gaston Berghmans en hem verwent met ontroerende en grappige verrassingen. Naast de anekdotes en een terugblik op de mooiste en aangrijpendste momenten van Gastons leven, zijn er ook een heleboel bekenden te gast die stuk voor stuk naar hem opkijken: 
- Bart Peeters zingt zijn Loflied voor Gaston.
- Carry Goossens en Simonne Peeters treden op als Jef en Ida uit Lili en Marleen.
- Peter Van den Begin brengt in een videoboodschap een Gaston-imitatie waarin, zonder dat Gaston het wist, zijn vrouw meespeelde.
- La Esterella en Paul Michiels geven nog eens het beste van zichzelf.
- The Puppini Sisters brengen een vrolijk jazzoptreden als verwijzing naar het revueverleden van Gaston.
- Koen Wauters zingt een ode aan Leo Martin, die uiteraard ook een plaats in de show krijgt.
- Jan Decleir en Erik Van Looy namen beiden een videoboodschap voor Gaston op.
- Tom Van Dyck en Mark Uytterhoeven brengen elk in een videoboodschap hun favoriete sketch van Gaston.
- Sandrine en Udo zingen Dream a Little Dream of Me, terwijl Dina Tersago Gaston uitnodigt op de dansvloer.
- Helmut Lotti brengt een aangepaste versie van Hello Dolly.
- Doorheen de show worden Rob Vanoudenhoven, Goedele Liekens, Jaak Van Assche, Ben Crabbé, Sven Nys en Willy Claes uit het publiek gepikt. Mooie dankwoorden en jeugdherinneringen komen aan bod.

Tussendoor zond men ook de beste quickies en legendarische sketches van Berghmans uit.